# جان فيليب روي
جان فيليب روي هو متزحلق جبال الألب كندي، ولد في 18 فبراير 1979 في ريموسكي في كندا.

## وصلات خارجية
- جان فيليب روي على موقع الاتحاد الدولي للتزلج (التزلج على المنحدرات الثلجية) (الإنجليزية)
- جان فيليب روي على موقع أوليمبيديا (الإنجليزية)